# Vigneulles
Vigneulles ist eine französische Gemeinde mit 234 Einwohnern (Stand 1. Januar 2022) im Département Meurthe-et-Moselle in der Region Grand Est (vor 2016 Lothringen). Sie gehört zum Arrondissement Lunéville und zum Kanton Lunéville-2. Die Einwohner nennen sich Vigneullais(es).

## Geografie
Die Gemeinde liegt etwa 18 Kilometer südöstlich von Nancy im Süden des Départements Meurthe-et-Moselle. Nachbargemeinden sind Rosières-aux-Salines im Norden und Osten, Damelevières und Barbonville im Südosten sowie Saffais im Westen. Der Fluss Meurthe durchquert Vigneulles und bildet streckenweise die Gemeindegrenze. An der Meurthe liegen zahlreiche Teiche, die als Salinen angelegt wurden.

## Geschichte
Der Ort wurde bereits früh besiedelt. Dies belegten Grabungen im Jahr 2008, die Funde aus gallo-römischer Zeit zutage förderten. Die heutige Gemeinde wurde 1152 in der lateinischen Form Vineolis erstmals in einem Dokument erwähnt. Im Mittelalter wechselten die regierenden Familien. Die Gemeinde war Teil der Vogtei (Bailliage) Nancy. Diese wiederum gehörte zum Herzogtum Lothringen, das 1766 an Frankreich fiel. Bis zur Französischen Revolution lag die Gemeinde dann im Grand-gouvernement de Lorraine-et-Barrois. Von 1793 bis 1801 war die Gemeinde dem Distrikt Lunéville zugeteilt. Vigneulles wechselte mehrfach den Kanton. Von 1793 bis 1801 war sie Teil des Kantons Blainville, von 1801 bis 2015 des Kantons Bayon und seither des Kantons Lunéville-2. Seit 1801 ist Vigneulles zudem dem Arrondissement Lunéville zugeordnet. Die Gemeinde lag bis 1871 im alten Département Meurthe. Bis in die 1860er Jahre lebten viele Bewohner vom Weinbau. Die Reblauskatastrophe zerstörte die Weinberge vollständig und der Anbau von Wein wurde nahezu aufgegeben. Obstbäume, meist Mirabellen, ersetzten die Weinberge. Der Ort diente im Ersten Weltkrieg deutschen Truppen als rückwärtige Truppenunterkunft und wurde von ihnen niedergebrannt. Er ist Ausgangspunkt der Handlung in Walter Flex’ Weltkriegs-Erzählung Der Wanderer zwischen beiden Welten.

## Bevölkerungsentwicklung
| Jahr                       | 1962 | 1968 | 1975 | 1982 | 1990 | 1999 | 2007 | 2019 |
| Einwohner                  | 146  | 154  | 142  | 203  | 228  | 209  | 257  | 235  |
| Quellen: Cassini und INSEE |      |      |      |      |      |      |      |      |

## Verkehr
Vigneulles liegt abseits bedeutender Verkehrswege. In der Nachbargemeinde Damelevières gibt es eine eigene Haltestelle an der Bahnstrecke von Lunéville nach Nancy. Die N333 (Regionaler Teil der N4 Paris-Nancy-Strassburg) führt einige Kilometer nördlich der Gemeinde vorbei. Für den regionalen Verkehr ist die D1 und die D116 wichtig, die durch die Gemeinde führen.

## Sehenswürdigkeiten
- Kirche Saint-Blaise aus dem 19. Jahrhundert
- Denkmal und Gedenkplatte für die Gefallenen[3][4]
- Lavoir

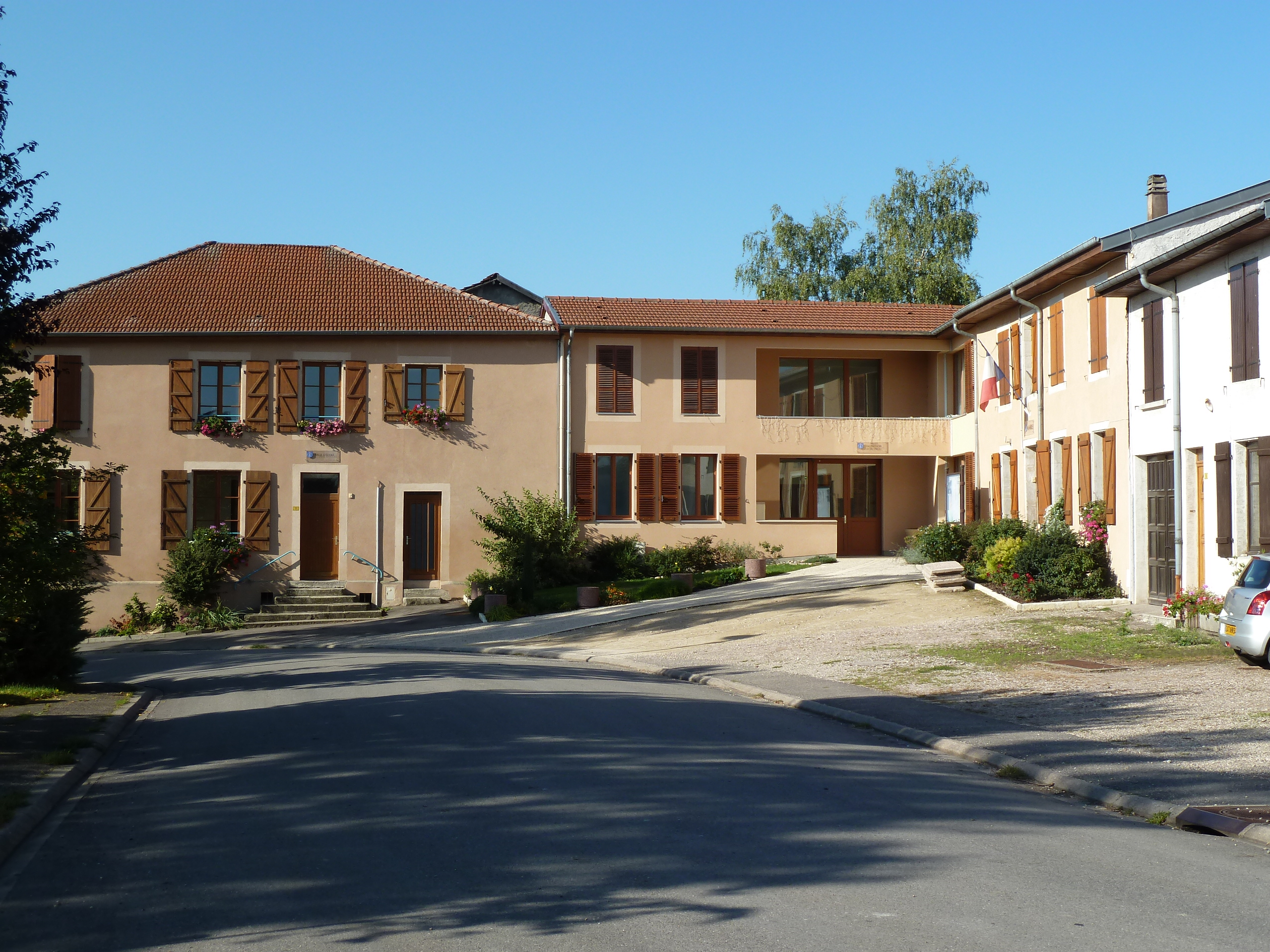
Rathaus (Mairie) der Gemeinde
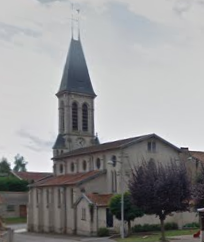
Kirche Saint-Blaise
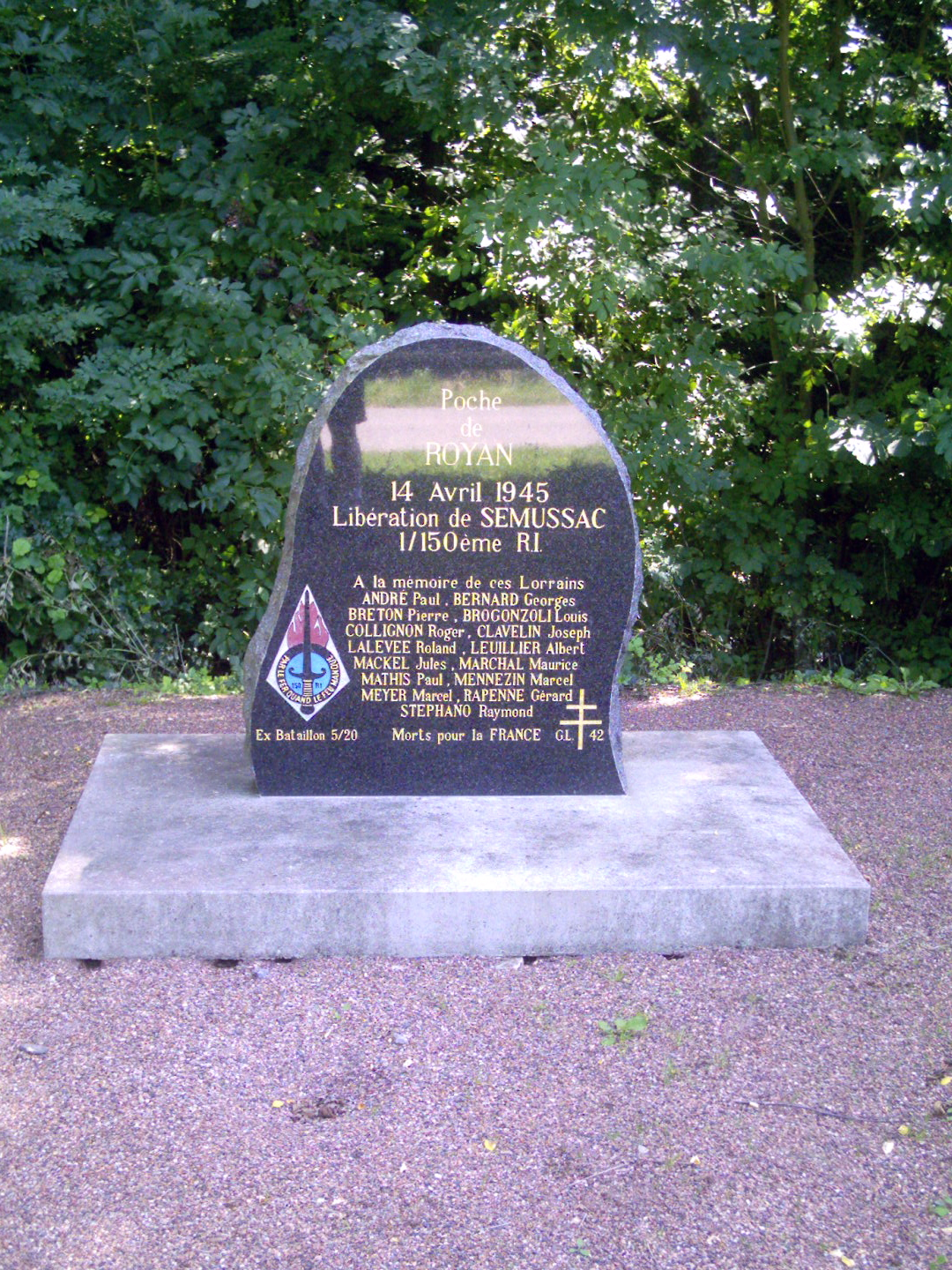
Denkmal für die Gefallenen
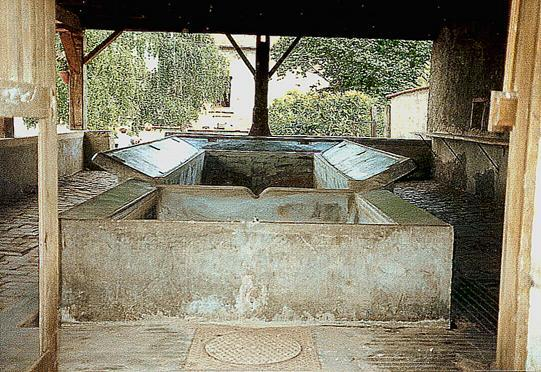
Lavoir (Waschhaus)
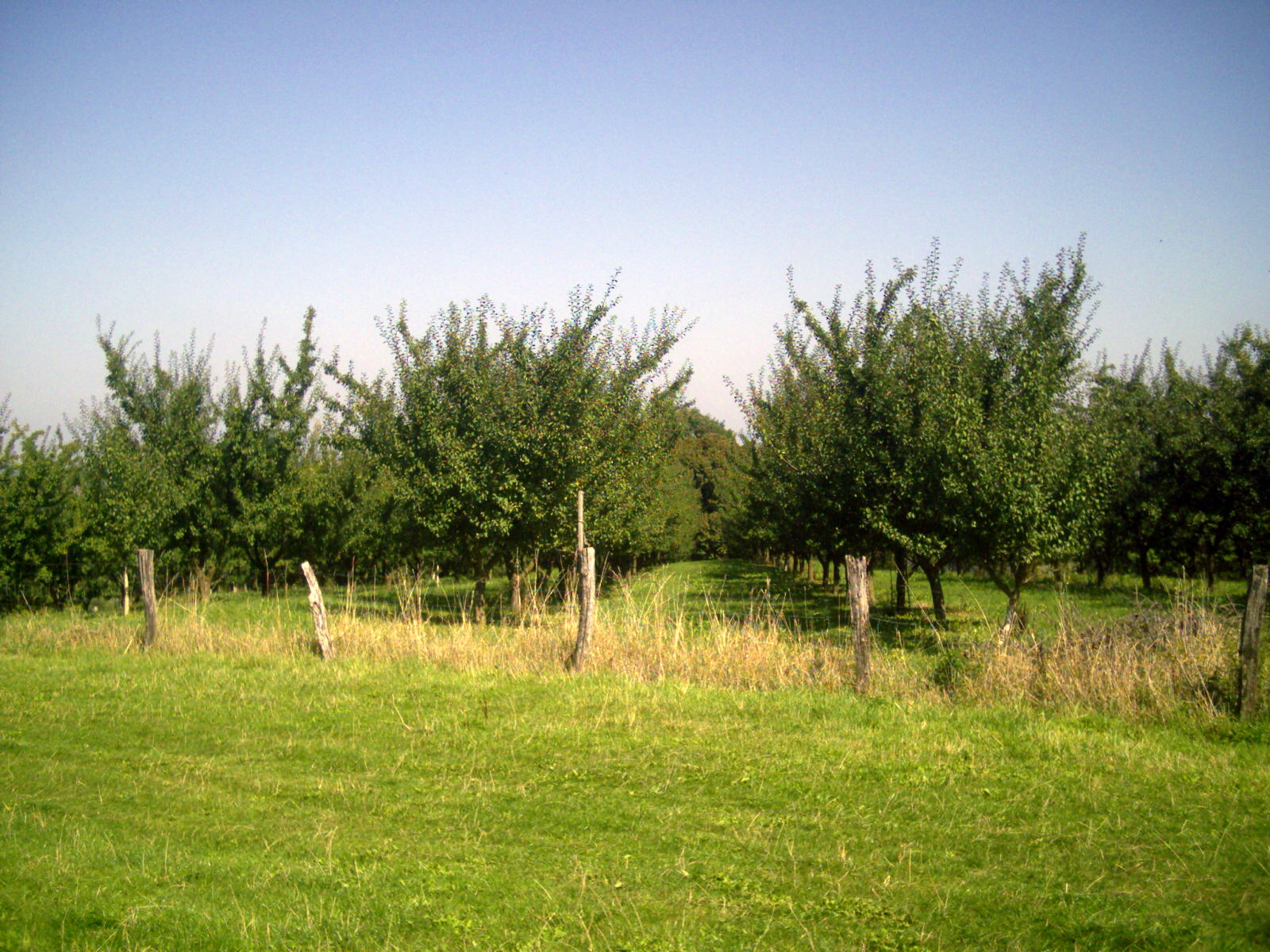
Obstbäume, Mirabellen